# Hepburn (Ohio)
Hepburn – obszar niemunicypalny w Hardin County, w Ohio (Stany Zjednoczone), 12 km na wschód od centrum miasta Kenton. Kod pocztowy to 43326.